# Leucolejeunea conchifolia
Leucolejeunea conchifolia là một loài Rêu trong họ Lejeuneaceae. Loài này được A. Evans mô tả khoa học đầu tiên..